# Serra de Mogadouro
A Serra de Mogadouro é uma elevação de Portugal Continental, com 885 metros de altitude. Situa-se no concelho de Mogadouro, no Alto Trás-os-Montes.

## Montanha da Nossa Senhora da Assunção

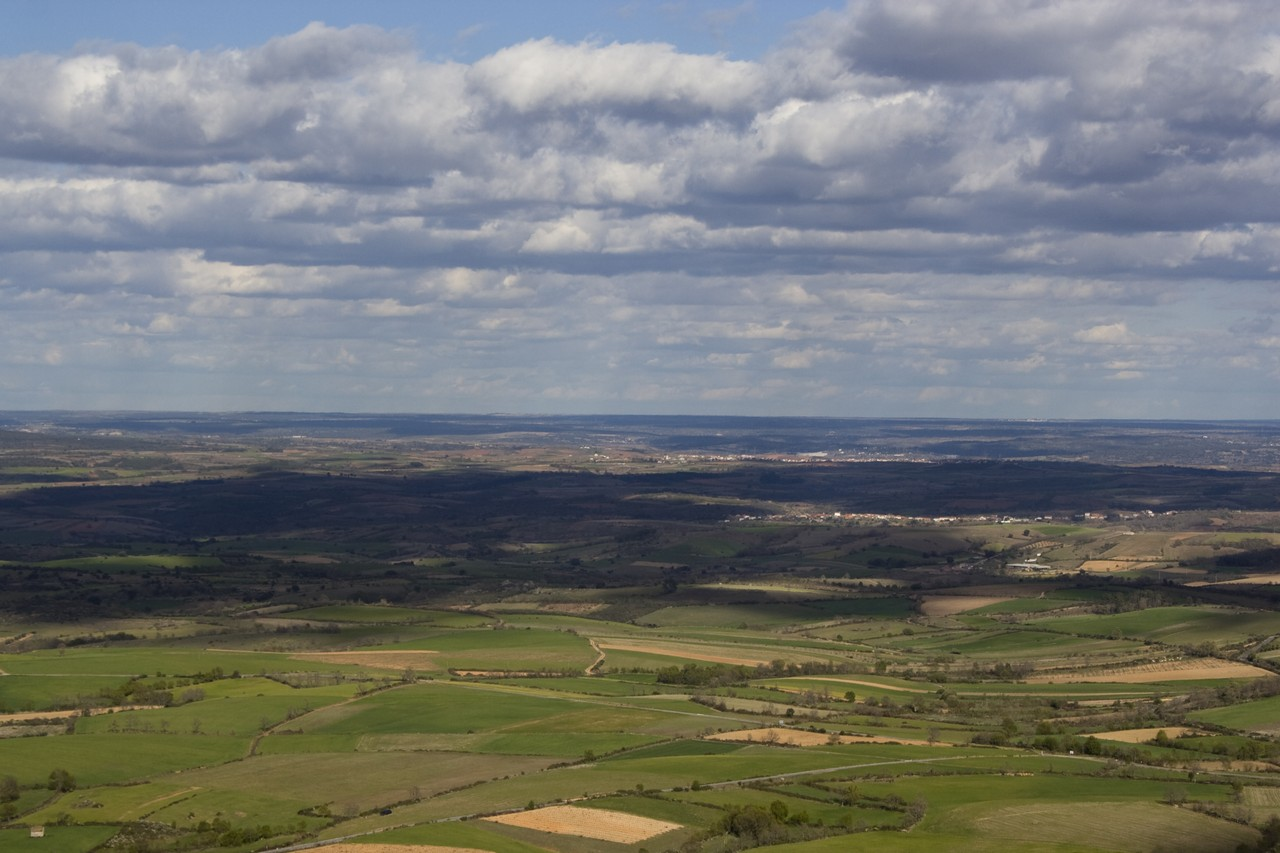
Panorâmica da Montanha da Nossa Senhora da Assunção (Castanheira)

Situada na União de Freguesias de Brunhozinho, Castanheira e Sanhoane, estando esta situada na Castanheira. O cume atinge os 997 metros, sendo o ponto mais elevado do concelho, o 11º ponto mais elevado do Distrito de Bragança e o 133º ponto mais elevado do país.

No cume estão duas torres eólicas e ainda a Capela da Nossa Senhora da Assunção.

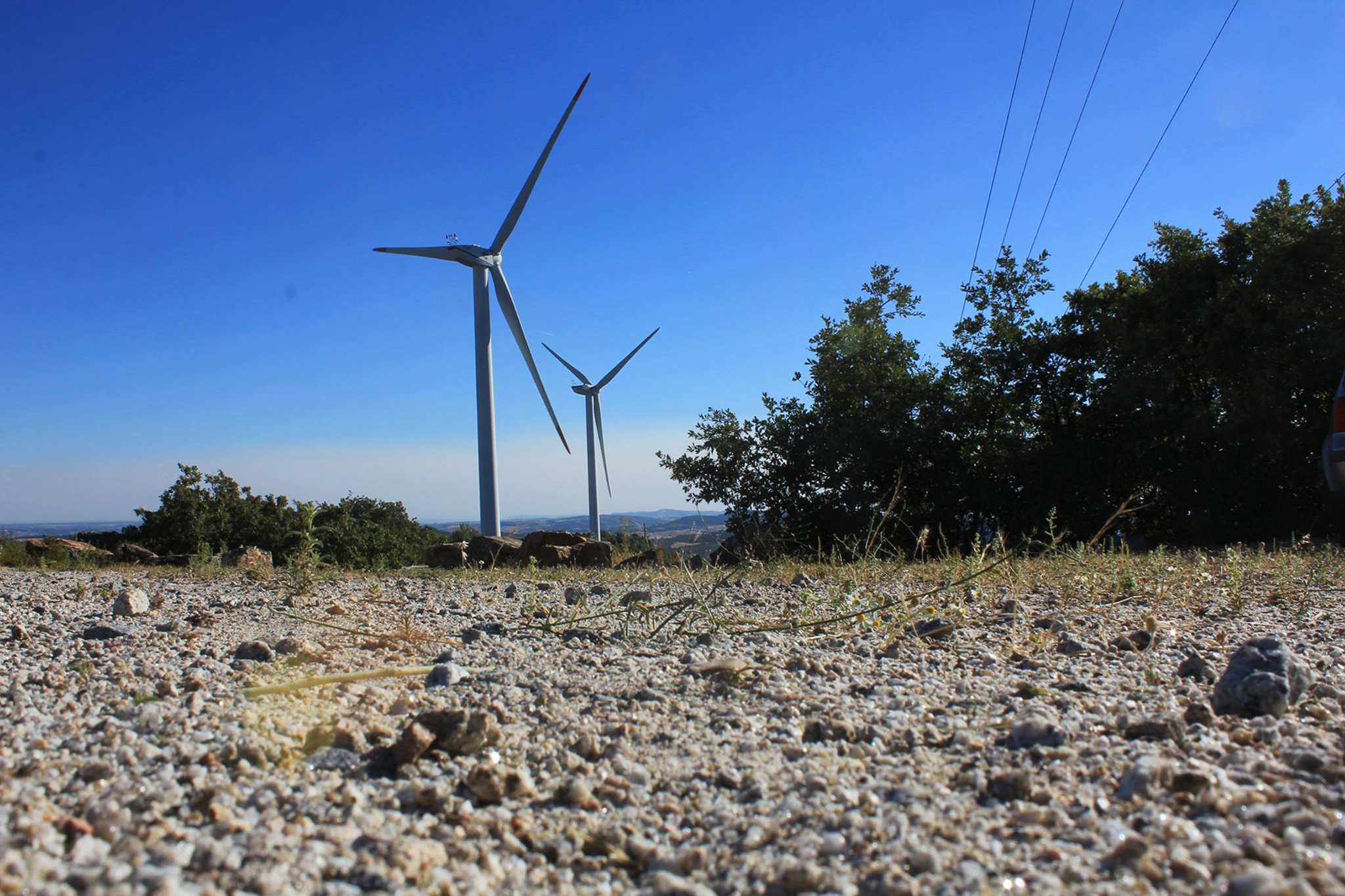
Torres éolicas na Serra da Castanheira

## Montanha do Variz
Situada entre as freguesias de Vila de Ala e Penas Róias, estando esta situada entre as aldeias do Variz (Penas Róias) e entre Santiago (Vila de Ala). O cume atinge os 970 metros, sendo o 2º ponto mais elevado do concelho, o 13º ponto mais elevado do Distrito de Bragança e o 148º ponto mais elevado do país.
No cume existiria também um castro, sendo este o Castro do Variz/Santiago.

## Montanha de Vilar de Rei
Situada na União de Freguesias de Mogadouro, Valverde, Vale de Porco e Vilar de Rei, estando esta situada em Vilar de Rei. O cume atinge os 922 metros, sendo o 3º ponto mais elevado do concelho, o 20º ponto mais elevado do Distrito de Bragança e o 178º ponto mais elevado do país.

## Montanha de São Cristóvão
Situada na União de Freguesias de Mogadouro, Valverde, Vale de Porco e Vilar de Rei, estando esta situada em Figueira (Mogadouro). O cume atinge os 918 metros, sendo o 4º ponto mais elevado do concelho, o 21º ponto mais elevado do Distrito de Bragança e o 181º ponto mais elevado do país.

O cume da montanha é constituído por uma crista rochosa que se estende de nordeste a sudoeste. Na parte nordeste do cume foi construída uma torre de vigia de incêndios e colocadas algumas antenas de comunicação. Na zona mais a sudoeste está a Capela de São Cristóvão à qual se pode chegar por um estradão de terra. Perto da capela existem algumas paredes rochosas com vias equipadas para escalada.

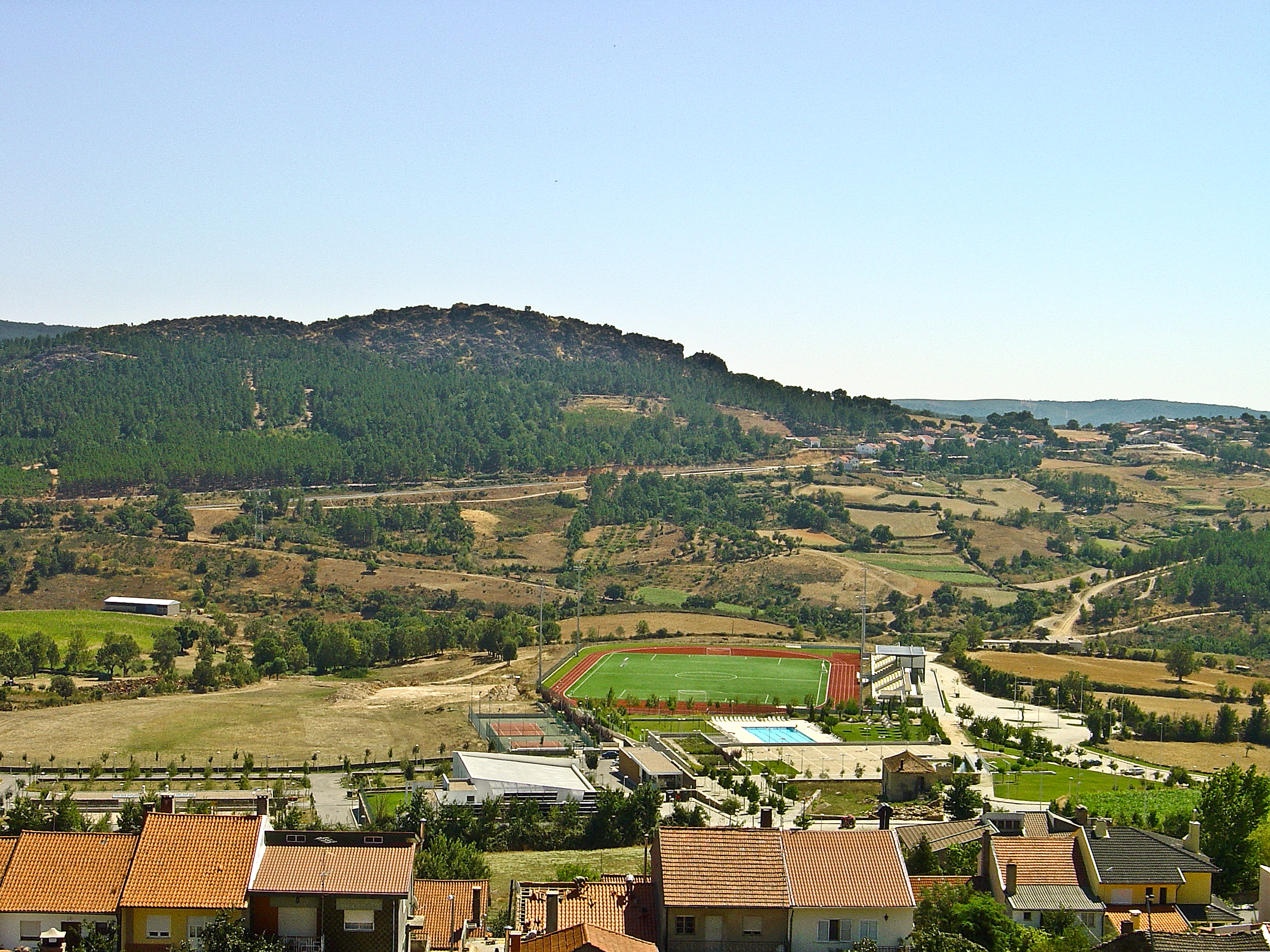
Vista de Mogadouro para a Serra de São Cristóvão

## Montanha de Zava
Situada na União de Freguesias de Mogadouro, Valverde, Vale de Porco e Vilar de Rei, estando esta situada em Zava (Mogadouro). O cume atinge os 857 metros, sendo o 5º ponto mais elevado do concelho.

## Montanha do Gajope
Situada entre a União de Freguesias de Mogadouro, Valverde, Vale de Porco e Vilar de Rei e a freguesia de Bruçó, estando esta situada entre Vale de Porco e Bruçó. O cume atinge os 848 metros, sendo o 6º ponto mais elevado do concelho, o 31º ponto mais elevado do Distrito de Bragança e o 227º ponto mais elevado do país.
Ao contrário das outras montanhas do concelho, esta não possui um relevo acentuado, mas sim contornos suaves, quase como um planalto.